# BRM P15
BRM P15 je BRM-jev prvi dirkalnik Formule 1, ki je bil v uporabi med sezonama 1950 in 1954, na prvenstvenih dirkah pa le v sezoni 1951, ko so z njim dirkali Raymond Sommer, Reg Parnell, Peter Walker, Hans Stuck, Ken Richardson, Juan Manuel Fangio, José Froilán González, Stirling Moss in Ken Wharton. Skupno so zbrali dvajset nastopov na dirkah, na katerih so dosegli eno zmago in še tri uvrstitve na stopničke. 
Dirkalnik so prvič preizkusili na nekaj neprvenstvneih dirkah v sezoni 1950. Ob treh odstopih je Reg Parnell dosegel zmago na dirki Goodwood Trophy. V sezoni 1951 je tovarniško moštvo BRM Ltd. nastopilo na dveh prvenstvenih dirkah. Na dirki za Veliko nagrado Velike Britanije je Parnell dosegel četrto mesto in edino uvrstitev med dobitnike točk tega dirkalnika, Walker pa je bil sedmi. Na dirki za Veliko nagrado Italije tako Parnell, kot tudi Ken Richardson nista štartala. V sezoni 1952 je bil dirkalnik uporabljen na nekaj neprvenstvnenih dirkah, najboljši rezultat pa je dosegel González z drugim mestom na dirki za Veliko nagrado Albija. Zadnjič pa je bil dirkalnik uporabljen v sezoni 1954 na neprvenstvneni dirki za Veliko nagrado Nove Zelandije, ko je Ken Wharton osvojil drugo mesto. 

## Popolni rezultati Svetovnega prvenstva Formule 1
(legenda)
| Leto | Moštvo   | Motor   | Gume | Dirkači        | 1   | 2   | 3   | 4   | 5  | 6   | 7   | 8   |
| ---- | -------- | ------- | ---- | -------------- | --- | --- | --- | --- | -- | --- | --- | --- |
| 1951 | BRM Ltd. | BRM V16 | D    |                | ŠVI | 500 | BEL | FRA | VB | NEM | ITA | ŠPA |
| 1951 | BRM Ltd. | BRM V16 | D    | Peter Walker   |     |     |     |     | 7  |     |     |     |
| 1951 | BRM Ltd. | BRM V16 | D    | Reg Parnell    |     |     |     |     | 4  |     | DNS |     |
| 1951 | BRM Ltd. | BRM V16 | D    | Ken Richardson |     |     |     |     |    |     | DNS |     |